# Wind Jet
Wind Jet war eine italienische Billigfluggesellschaft mit Sitz in Catania auf Sizilien.

## Geschichte
Wind Jet wurde im Jahr 2003 von Antonino Pulvirenti gegründet. Man hatte den Plan, Wind Jet als Low-Cost-Fluggesellschaft aufzustellen und ab Sizilien so günstig Flüge anbieten zu können, da der Inlandsmarkt ab Sizilien zu dieser Zeit größtenteils durch Alitalia beherrscht wurde. Vorausgegangen war die Betriebseinstellung der ebenfalls sizilianischen Fluggesellschaft Air Sicilia im Jahr 2003, die sich im selben Segment wie dann Wind Jet versuchte. Somit wird Wind Jet als die Nachfolgegesellschaft von Air Sicilia gesehen.
Die Vorbereitungen liefen vergleichsweise schnell, sodass man am 18. Juni den Flugbetrieb mit einer Flotte von drei gebrauchten Airbus A320-200 aufnehmen konnte. Im ersten Flugplan standen Flüge ab den beiden sizilianischen Städten Catania und Palermo zu den auf dem Festland Italiens gelegenen Zielen Rom, Mailand und Forlì. Der erste Flug wurde von Catania nach Rom durchgeführt. Bis zum Ende des Jahres beförderte Wind Jet insgesamt 150.000 Passagiere.
Im Januar 2012 gab Alitalia bekannt, sich mit Wind Jet und Blue Panorama zusammenschließen und diese integrieren zu wollen. Dies sollte im April 2012 umgesetzt werden, wurde jedoch nach gescheiterten Verhandlungen Anfang August 2012 abgesagt. Am 10. August kam bei der vor dem Ende stehenden Airline der Flugbetrieb wegen finanzieller Nöte teilweise zum Erliegen: Zahlreiche Flüge wurden gestrichen und es kam zu stundenlangen Verspätungen. Die Luftfahrtbehörde ENAC reagierte mit Ersatzflügen und setzte den Ticketverkauf der Fluggesellschaft, an deren Ende sie nicht mehr zweifelte, aus. Daneben drohte sie Wind Jet auch mit einem Lizenzentzug. Am Abend des Folgetages wurde der Flugbetrieb dann offiziell endgültig eingestellt. Zuletzt hatte die Billigfluggesellschaft 500 Angestellte und eine Flotte von 12 Flugzeugen. Die bereits für Flüge bis Oktober verkauften insgesamt etwa 300.000 Tickets sollen gegen einen Aufschlag von 80 Euro (Inland) von anderen Gesellschaften bedient werden, bei internationalen Verbindungen sind die Aufschläge deutlich höher. Insgesamt beförderte die Gesellschaft im Jahr 2011 2,8 Millionen Reisende.

## Flugziele
Die Flughäfen Catania, Palermo und Forlì dienten der Fluggesellschaft als Basen. Sie flog Ziele in Italien und Europa an, etwa Pisa, Rom, Madrid, Moskau oder Paris. In Deutschland bediente Windjet im April 2012 lediglich Berlin-Tegel mehrfach wöchentlich ab Rimini.
Zuvor gab es immer im Sommer 2005 bereits eine Verbindung zwischen Düsseldorf und Forli (mit Anbindungen nach Palermo oder Catania). 2011 wurde das Netz in Deutschland ausgebaut. Ab April 2011 wurde die Strecke Rimini-Köln mit einem A320 bedient. Ab Rimini bot Wind Jet außerdem einen direkten Anschlussflug nach Palermo an. Wind Jet flog in der Vergangenheit zum Beispiel auch Riga, Tallinn, Lyon, Toulouse, Brüssel, Nantes, Cagliari, Krakau, Lampedusa oder Timisoara an.

## Flotte
Mit Stand Januar 2012 bestand die Flotte der Wind Jet aus 12 Flugzeugen:
- 5 Airbus A319-100
- 7 Airbus A320-200

## Zwischenfälle
- Am 24. September 2010 verunglückte ein aus Rom-Fiumicino kommender Airbus A319-132 der Wind Jet mit dem Kennzeichen EI-EDM bei der Landung auf dem Flughafen Palermo-Punta Raisi. Während des Anflugs gegen 20 Uhr herrschte starker Regenfall und wurden auch Windscherungen gemeldet. Die Maschine setzte 367 Meter vor der Landebahn 07 auf und rutschte noch 850 Meter weiter. Das Hauptfahrwerk des Airbus knickte dabei ab. Von den insgesamt 129 Menschen an Bord erlitten bei der anschließenden Evakuierung des Flugzeuges 34 Passagiere und 1 Flugbegleiter leichte Verletzungen.[11] Am 28. November 2014 veröffentlichte die italienische Luftunfallbehörde ANSV schließlich ihren abschließenden Untersuchungsbericht[12] und benannte Pilotenfehler als Hauptunfallursache: Der Bericht stellt zahlreiche Verstöße gegen Handlungsrichtlinien fest; so verzichtete der Flugkapitän auf die vorgeschriebene Landevorbesprechung, beschimpfte mehrfach den unerfahrenen Copiloten, der das Flugzeug anfangs steuerte, und unterstützte ihn während des Landeanflugs nur unzureichend, bis er selbst die Steuerung übernahm. Zudem kritisiert der Bericht, dass das Flughafenpersonal nur verzögert Alarm auslöste und die ersten Rettungsfahrzeuge erst 22 Minuten nach dem Unfall am Flugzeug eintrafen. Zu diesem Zeitpunkt hatten sich die Passagiere bereits zu Fuß in das nahe Flughafengebäude gerettet.[13][14]